# Модліни
Модліни (пол. Modliny, нім. Modlainen) — село в Польщі, у гміні Єзьорани Ольштинського повіту Вармінсько-Мазурського воєводства. Населення — 32 особи (2011).
У 1975-1998 роках село належало до Ольштинського воєводства.

## Демографія
Демографічна структура станом на 31 березня 2011 року:
|          | Загалом | Допрацездатний вік | Працездатний вік | Постпрацездатний вік |
| -------- | ------- | ------------------ | ---------------- | -------------------- |
| Чоловіки | 17      | 4                  | 12               | 1                    |
| Жінки    | 15      | 3                  | 5                | 7                    |
| Разом    | 32      | 7                  | 17               | 8                    |